# Lina Cecchini
Lina Cecchini (Reggio Emilia, 3 maggio 1906 – Reggio Emilia, 23 gennaio 1997) è stata una politica e partigiana italiana, subentrata alla Camera nel 1952 a Giuseppe Dossetti.

## Biografia
Giovane universitaria studentessa di filosofia, si iscrive alla FUCI e ad Azione Cattolica. Docente di pedagogia dal 1937 presso l'istituto magistrale "Principessa di Napoli" della sua città natale, si schiera apertamente contro l'emanazione delle leggi razziali fasciste del 1938. Quell'anno manifestò la sua opposizione alle leggi razziali accompagnando alla stazione il suo preside che era stato sospeso dall'incarico perché colpevole di essere di origine ebrea. In quegli anni organizza incontri femminili di protesta antifascista a cui partecipa anche Nilde Iotti, sua studentessa.
Nel 1943 entra attivamente nell'organizzazione della Resistenza italiana partecipando alle attività delle Brigate Fiamme Verdi, attivandosi al termine del conflitto insieme all'amico Giuseppe Dossetti per ricostituire il partito della Democrazia Cristiana. Consigliera comunale di Reggio Emilia, viene candidata alle elezioni del 1948, non risultando inizialmente eletta; diventa poi deputata il 30 ottobre 1952 dopo le dimissioni di Giuseppe Dossetti. Ricandidata nella tornata elettorale successiva, non viene eletta.
Muore all'età di 90 anni, il 23 gennaio 1997.